# Экологическая культура
Экологическая культура — часть общечеловеческой культуры, система социальных отношений, общественных и индивидуальных морально-этических норм, взглядов, установок и ценностей, касающихся взаимоотношения человека и природы; гармоничность сосуществования человеческого общества и окружающей природной среды; целостный коадаптивный механизм человека и природы, реализующийся через отношение человеческого общества к окружающей природной среде и к экологическим проблемам в целом. С точки зрения научно-учебного процесса экологическая культура рассматривается как отдельная дисциплина в рамках культурологии.
Деятельность по формированию экологической культуры называется «экологическим просвещением». Такая деятельность складывается из распространения экологических знаний, а также воспитания бережного отношения к окружающей среде и рационального использования природных ресурсов.

## История вопроса
Понятие «экологическая культура» было разработано советскими экологами и широко использовалось начиная с 1970-х годов.
В течение XX века развитие человеческой цивилизации всё в большей степени выявляло антагонистическое противоречие между ростом населения и удовлетворением его растущих потребностей в материальных ресурсах, с одной стороны, — и возможностями экосистем, с другой. Данное противоречие, усугубляясь, привело к стремительной деградации среды обитания человека и разрушению традиционных социоприродных структур. Стало очевидно, что метод проб и ошибок в вопросах природопользования, характерный для предыдущих периодов развития цивилизации, себя полностью изжил и должен быть полностью заменён научным методом, основой которого является научно обоснованная стратегия взаимоотношения человека с биосферой в сочетании с глубоким предварительным анализом возможных экологических последствий тех или иных конкретных антропогенных воздействий на природу.

## Экологическая культура коренных народов
Хотя коренные народы различных регионов существенно отличаются друг от друга культурой, историей и социально-экономическими условиями своего существования, у них имеется и много общего. Одна из таких общих черт — гармоничность сосуществования коренных народов и окружающей природной среды в местах проживания, наличие у этих народов богатого набора морально-этических норм, касающихся взаимоотношения человека и природы, то есть наличие высокой естественной экологической культуры.

## Современное состояние
В конце XX века внимание к культуре взаимодействия между человеком и природой существенно усилилось; причиной такого внимания стало в первую очередь общественное переосмысление подхода к культуре как таковой и к прошлым достижениям человечества в частности. Внутренний потенциал этих достижений с точки зрения их возможной реактивации в форме сохранения или восстановления традиций был существенным образом переоценён, а сами эти достижения стали рассматриваться как нечто весьма ценное: как осязаемый результат человеческой самореализации, с одной стороны, и, с другой, как продолжающий действовать фактор творческого развития человечества.

## Экологическая цивилизация
Китайский ученый-экономист в области сельского хозяйства Цяньцзи Е, работавший в СССР, поддержал разработанное там понятие «экологической культуры». В 1984 году им была опубликована статья в журнале Московского университета, посвященная научному социализму, в 1987 году републикованная в китайской газете; термин «экологическая культура» был переведен как «экологическая цивилизация» (Ecological civilization). При поддержке китайских защитников окружающей среды последнее понятие было включено в отчет ЦК XVII съезда КПК в 2007 году и признано властями в качестве важнейшего положения, определяющего развитие общества. В 2012 году партия включила построение экологической цивилизации в свой пятилетний план. В 2017 году XIX съезд партии призвал к ускорению строительства экологической цивилизации.

## Экологическая культура и законодательство
В 2000 году в Государственную думу Российской Федерации был внесён проект федерального закона «Об экологической культуре», в котором определялись принципы взаимоотношения органов государственной власти, органов местного самоуправления, юридических и физических лиц как в области реализации конституционного права человека и гражданина на благоприятную окружающую среду, так и в области соблюдения конституционной обязанности каждого по сохранению природы и окружающей среды. В законопроекте рассматривались вопросы государственного управления в области экологической культуры, включая вопросы государственного регулирования в этой области.
В 2002 году был введён Федеральный закон «Об охране окружающей среды». Глава XIII этого закона предусматривает следующие основы формирования экологической культуры:
- Экологическое образование;
- Подготовка руководителей организаций и специалистов в области охраны окружающей среды и экологической безопасности;
- Экологическое просвещение.